# Craig’s Wife
Craig’s Wife – sztuka amerykańskiego dramaturga George’a Kelly’ego, opublikowana w 1925. Opowiada o trudnych relacjach między małżonkami. Została wyróżniona Nagrodą Pulitzera w dziedzinie dramatu za rok 1926.